# Prádanos de Bureba
Prádanos de Bureba – gmina w Hiszpanii, w prowincji Burgos, w Kastylii i León, o powierzchni 10,79 km². W 2011 roku gmina liczyła 61 mieszkańców.